# Анеморумбометр
Анеморумбометр — измерительный прибор, предназначенный для оценки направления и скорости ветра, исходя из величины давления воздушного потока на его подвижную часть — анемометрический флюгер, который вместе с воздушным винтом является основным элементoм измерительной схемы. Показания прибора передаются через механические и/или электрические коммуникации на индикаторное устройство, а для их регистрации используются анеморумбографы.
Анеморумбометр часто включается в комплект приборов артиллерийских метеорологических станций.